# Carlo I di Isenburg-Büdingen-Birstein
Carlo I di Isenburg-Büdingen-Birstein (Birstein, 29 giugno 1766 – Birstein, 21 marzo 1820) è stato un nobile e militare tedesco.
Dal 1803 al 1806 fu principe sovrano di Isenburg-Büdingen-Birstein, divenendo poi principe del principato di Isenburg all'interno della Confederazione del Reno. Dopo la caduta di Napoleone ed a seguito della mediatizzazione, ottenne il titolo di principe di Isenburg-Büdingen-Birstein a livello onorifico.

## Biografia

### I primi anni e la carriera militare

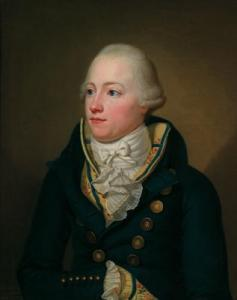
Il giovane principe Carlo di Isenburg-Büdingen-Birstein

Carlo I era figlio del principe Volfango Ernesto II di Isenburg-Büdingen-Birstein (17 novembre 1735 - 3 febbraio 1803) e di sua moglie, Sofia Carlotta di Anhalt-Bernburg-Schaumburg-Hoym (3 aprile 1743 - 5 dicembre 1781).
In gioventù frequentò l' École militaire di Colmar, studiando sotto la guida di Gottlieb Konrad Pfeffel ed entrando nel 1784 nel 14º reggimento di fanteria "Ernesto Luigi Granduca d'Assia e del Reno" col grado di tenente, combattendo dal 1775 sotto il comando di Joseph von Tillier e dal 1786 sotto Wilhelm von Klebek di fanteria "Ernst Ludwig Granduca d'Assia e del Reno" n. 14 ). Nel 1785 prese parte alla campagna nei Paesi Bassi e nel 1786 alla campagna militare contro i turchi come membro dello staff del quartiermastro generale; riprese le armi nel 1791/95 nella campagna militare contro i francesi in Italia e nei Paesi Bassi. Nel 1794, col grado di tenente colonnello, decise di congedarsi dal servizio imperiale per sposarsi.
Il giovane ufficiale non sembra essere stato un tipo particolarmente parsimonioso; il 28 ottobre 1791, suo padre pubblicò un articolo di giornale nel quale dichiarava il principe ereditario come insolvente dei suoi debiti. Nell'ottobre del 1801 si parlò addirittura di una "fuga" di Carlo dai suoi creditori presso le città di Offenbach e Birstein; sarà il suo primo ministro Wolfgang von Goldner a risolvere la situazione saldando i suoi debiti e con esso l'onore dello stato e del futuro sovrano.
Tra il 1802 e il 1804, seguendo le orme del suocero, sponsorizzò i primi scavi presso il forte romano di Altenburg nell'attuale quartiere di Rückingen della città di Erlensee.
Alla morte del genitore il 3 febbraio 1803, a 36 anni, il principe salì al trono e tornò in servizio anche a livello militare col grado di maggiore generale dell'esercito prussiano. Ciò detto, la contingenza della posizione del suo stato e gli eventi storici del periodo, lo spinsero nel 1805 ad entrare al servizio dell'esercito francese, premurandosi prima di avvisare re Federico Guglielmo III di Prussia di questa sua decisione; il sovrano prussiano rispose alla lettera del principe ribadendogli che nulla gli avrebbe vietato di continuare la sua carriera al servizio dei francesi, ma che da quel momento poteva considerarsi escluso dalle file dell'esercito prussiano, con la perdita del grado ottenuto.

### Carlo I come rappresentante dei "piccoli principi tedeschi" nell'Unione di Francoforte

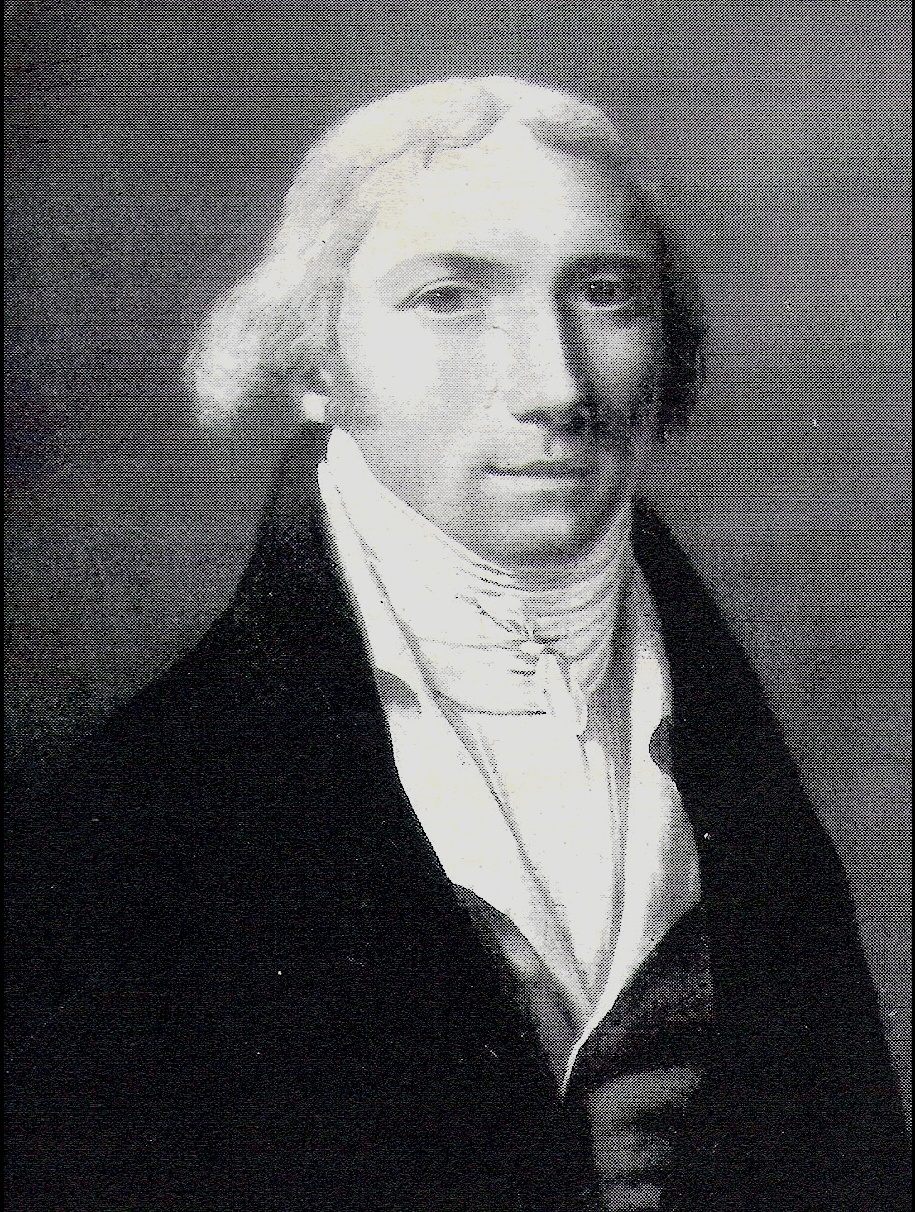
Wolfgang von Goldner, in un'incisione del 1806

La Reichsdeputationshauptschluss (1803) aveva portato all'incorporazione degli innumerevoli piccoli stati che da secoli componevano gran parte del Sacro Romano Impero, in stati più grandi, già esistenti o costituiti. Il principato di Isenburg si avviava a seguire questo stato delle cose, seppur con notevoli rimostranze. Il ministro di Carlo I, Wolfgang von Goldner, tentò la realizzazione di un'unione intermedia tra i piccoli stati e i grandi stati, formando una confederazione di media grandezza con cui poter mercanteggiare con le rappresentanze diplomatiche di Parigi, Vienna e Berlino. Quest'organizzazione prese il nome di Unione di Francoforte. All'idea del principato di Isenburg si unirono altri principati minori dell'area renana, dell'Assia e della Germania sudoccidentale come ad esempio il conte Federico Luigi Cristiano di Solms-Laubach, i quali proposero ovviamente il principe Carlo I di Isenburg quale loro rappresentante.
Con l'istituzione della Confederazione del Reno nel 1806, ad ogni modo, tutti i membri dell'Unione (ad eccezione del principato di Isenburg) persero la loro sovranità (ad esempio Leiningen venne divisa tra il Granducato di Baden, il Granducato d'Assia-Darmstadt ed il Regno di Baviera; Solms-Laubach passò integralmente al Granducato d'Assia). L'Unione di Francoforte si sciolse quindi nell'autunno del 1806. Gli ex membri dell'Unione, ad ogni modo, continuarono a tenersi in contatto anche perché il principato di Isenburg venne dichiarato formalmente decaduto, mentre il principe continuava strenuamente ad opporsi a questa visione delle cose. Il principe di Leiningen, ad ogni modo, decise alla fine di ritirare la sua procura al ministro Goldner ed il principe di Solms-Laubach prese le distanze da tale atteggiamento. Lo stesso Carlo I di Isenburg soffrì personalmente le conseguenze del suo isolamento politico: "La mia esistenza come principe indipendente è salva" scrisse a Goldner il 21 luglio 1806, "Sono ancora in piedi in cima a un mucchio di macerie, ma i miei amici e parenti stanno affondando tutti intorno a me, e difficilmente posso dirmi felice... Oh, come sarò giudicato male da tutti gli altri che saranno meno felici di me, e come poco mi merito questo giudizio."

### Il ritorno sul trono e la Confederazione del Reno
Il 12 luglio 1806 il principe Carlo si disse disposto a divenire uno dei membri fondatori nella Confederazione del Reno, a patto di rimanere "principe sovrano su tutte le terre di Isenburg", abbandonando così la triplice dizione della sua casata.
Carlo I di Isenburg rimase attivo come ufficiale francese dall'autunno del 1805 sino all'estate del 1809. Reclutò due reggimenti stranieri per la Francia (erano quattro nel 1810) e prese parte attiva alle operazioni di combattimento, rifiutandosi comunque di prendere il comando dei reggimenti che egli stesso aveva contribuito a raccogliere.
Prese parte alla battaglia di Jena ed a quella di Auerstedt e per un breve periodo anche alla campagna di Spagna. Nel 1809, ad ogni modo, a causa di una lancinante gotta dovette ritirarsi dal servizio militare attivo, rimanendo in riserva col grado di maggiore generale sino al dicembre del 1813.
Il 5 settembre 1812, a Offenbach, contribuì alla fondazione di una loggia massonica che in suo perenne ricordo e della moglie venne chiamata "Carl e Charlotte zur Treue", di cui il principe divenne il primo gran maestro.

### Dopo Napoleone

#### Il "comprovato attaccamento a Napoleone" e l'esilio temporaneo a Basilea
Grazie all'adesione al trattato di Francoforte, la maggior parte dei principi tedeschi che erano divenuto membri della Confederazione del Reno riuscirono a "salvarsi" dalle sanzioni delle grandi potenze (Austria, Prussia, Russia congiunte). Nella speranza di salvare sé stesso ed i propri domini, quindi, il 26 novembre 1813, il principe Carlo firmò le proprie dimissioni dalla Confederazione del Reno e sottoscrisse la fine del suo impiego al servizio della Francia, aderendo all'alleanza anti-napoleonica promossa dall'Austria. Quest'ultima possibilità, ad ogni modo, gli venne negata per il suo "comprovato attaccamento a Napoleone" assieme ad altri grandi esclusi come il re di Sassonia (giudicato troppo "volubile"), tutti i principi di stirpe napoleonica, il granduca di Francoforte, il principe e primate Dahlberg, suo nipote Philip von der Leyen.
Dopo la disgregazione della Confederazione del Reno, il principe Carlo fuggì a Basilea, non senza motivo, dal momento che lo stesso principe primate Dahlberg era fuggito ed il re di Sassonia era stato catturato dagli anti-napoleonici. Carlo cercò rifugio poi Erbach presso i suoceri. Il principato di Isenburg, nel frattempo, venne dapprima occupato e poi mediatizzato. Se l'Austria contestava al principe il suo spirito anti-napoleonico e l'aver annesso al proprio principato durante il periodo della Confederazione del Reno le terre appartenenti a tutti i rami della sua casata senza autorizzazione da parte dell'imperatore, il sovrano di Prussia contestava a Carlo I l'aver combattuto a favore dei francesi, arrivando a reclutare per loro dei reggimenti che vennero poi utilizzati per combattere contro quella stessa parte alla quale, alla fine, costretto e distrutto, aveva fatto domanda di appartenere, come se nulla fosse stato. Come intimidazione, per diverse settimane venne posto agli arresti domiciliari il suo ex ministro Goldner alla fine di novembre del 1813 e durante questo periodo vennero sequestrati ed analizzati tutti i suoi documenti ufficiali e privati.

#### Il difficile ritorno in Germania
Alla fine, per pietà verso il principe, vennero stilate delle condizioni per permettergli di tornare in patria senza affrontare la corte marziale:
- rifiutare ufficialmente ogni incarico, ogni appoggio ed ogni onore ricevuto dai francesi
- il trasferimento del governo provvisorio per il suo principato alla moglie e poi al figlio, dunque con una sua abdicazione ufficiale
- il licenziamento del ministro Wolfgang von Goldner

Tutti i requisiti vennero puntualmente rispettati.
Il principe, tornato in Germania, era seriamente preoccupato ancora una volta per le condizioni economiche del suo ex stato che ora si trovavano a gravare direttamente su di lui. Il ministro Goldner attribuì le pretese sollevate dai creditori a partire dal 1815 essenzialmente ai costi di reclutamento e di equipaggiamento dei reggimenti destinati alla Francia, anticipati come da accordi dal principe Carlo e mai rimborsati da Napoleone a causa della sua caduta. Tuttavia, un'analisi attenta delle carte di governo, evidenziò come queste spese fossero state dovute invece alla condotta gaudente del principe a Tolone ed a Nancy, ai suoi frequenti viaggi a Parigi, soprattutto tra il 1809 e il 1811 (regali di Capodanno, cibo costoso). Nella primavera del 1811 Goldner cercò di saldare questo debito, che aveva ormai raggiunto la strabiliante cifra di 1.328.751 talleri. Il 20 settembre 1811 fu istituita una commissione per la liquidazione e l'ammortamento del debito. Sui giornali pubblici vennero pubblicati degli appelli affinché le richieste venissero avanzate entro sei mesi, termine dopo il quale si ipotizzava una rinuncia. Il numismatico Karl Wilhelm Becker venne chiamato a corte per rivestire il ruolo di consigliere economico in questo frangente dal 1814
Oltre a queste problematiche, si aggiunsero per Carlo I anche le reazioni negative dei suoi parenti, i conti sovrani mediatizzati di Büdingen, Meerholz e Wächtersbach, insoddisfatti non solo della perdita dello status di contee sovrane del Sacro Romano Impero ma anche per l'annessione dei loro beni a quelli del principe di Isenburg. Tali abusi di sovranità, ad ogni modo, non vennero mai provati fino in fondo e la situazione rimase tale.
Carlo I morì a Birstein a il 21 marzo 1820.

## Matrimonio e figli
Carlo sposò il 16 settembre 1795 a Erbach la contessa Carlotta Augusta, figlia del conte Francesco I di Erbach-Erbach, dalla quale ebbe in tutto sei figli:
- Vittoria Carlotta Francesca Luisa (10 giugno 1796, Offenbach - 2 luglio 1837, Birstein)
- Amalia Augusta (20 luglio 1797, Offenbach - 30 novembre 1808, Offenbach)
- Volfango Ernesto III (25 luglio 1798, Offenbach - 29 ottobre 1866, Birstein), sposò la contessa Adelaide di Erbach-Fürstenau (23 marzo 1795, Fürstenau - 5 dicembre 1858, Birstein)
- Francesco Guglielmo (1 novembre 1799, Hanau - 21 maggio 1810, Offenbach)
- Federico Carlo (22 gennaio 1801, Offenbach - 19 febbraio 1804, Offenbach)
- Vittorio Alessandro (14 settembre 1802, Birstein - 15 febbraio 1843, Heidelberg), sposò la principessa Maria zu Löwenstein-Wertheim-Rosenberg (3 agosto 1813 - 19 marzo 1878)

## Ascendenza
|                                                             |                                         |                                                      | Genitori                                             |  |  | Nonni |  |  | Bisnonni                                                   |  |  | Trisnonni                                                 |  |
|                                                             |                                         |                                                      |                                                      |  |  |       |  |  | Volfango Ernesto I, principe di Isenburg-Büdingen-Birstein |  |  | Guglielmo Maurizio I, conte di Isenburg-Büdingen-Birstein |  |
|                                                             |                                         |                                                      |                                                      |  |  |       |  |  | Volfango Ernesto I, principe di Isenburg-Büdingen-Birstein |  |  | Guglielmo Maurizio I, conte di Isenburg-Büdingen-Birstein |  |
|                                                             |                                         | Anna Amalia di Isenburg-Büdingen                     |                                                      |  |  |       |  |  | Volfango Ernesto I, principe di Isenburg-Büdingen-Birstein |  |  |                                                           |  |
| Guglielmo di Isenburg-Büdingen-Birstein                     |                                         |                                                      |                                                      |  |  |       |  |  | Volfango Ernesto I, principe di Isenburg-Büdingen-Birstein |  |  |                                                           |  |
|                                                             |                                         | Federica Elisabetta di Leiningen-Dagsburg-Hartenburg | Emich XIV, conte di Leiningen-Dagsburg-Hartenburg    |  |  |       |  |  |                                                            |  |  |                                                           |  |
|                                                             |                                         | Federica Elisabetta di Leiningen-Dagsburg-Hartenburg | Emich XIV, conte di Leiningen-Dagsburg-Hartenburg    |  |  |       |  |  |                                                            |  |  |                                                           |  |
|                                                             |                                         | Federica Elisabetta di Leiningen-Dagsburg-Hartenburg | Elisabetta del Palatinato-Zweibrücken                |  |  |       |  |  |                                                            |  |  |                                                           |  |
| Volfango Ernesto II, principe di Isenburg-Büdingen-Birstein |                                         | Federica Elisabetta di Leiningen-Dagsburg-Hartenburg |                                                      |  |  |       |  |  |                                                            |  |  |                                                           |  |
|                                                             |                                         | Ernesto Carlo, conte di Isenburg-Büdingen-Marienborn | Carlo Augusto, conte di Isenburg-Büdingen-Marienborn |  |  |       |  |  |                                                            |  |  |                                                           |  |
|                                                             |                                         | Ernesto Carlo, conte di Isenburg-Büdingen-Marienborn | Carlo Augusto, conte di Isenburg-Büdingen-Marienborn |  |  |       |  |  |                                                            |  |  |                                                           |  |
|                                                             |                                         | Ernesto Carlo, conte di Isenburg-Büdingen-Marienborn | Anna Belgica Fiorentina di Solms-Laubach             |  |  |       |  |  |                                                            |  |  |                                                           |  |
| Amalia Belgica di Isenburg-Büdingen-Marienborn              |                                         | Ernesto Carlo, conte di Isenburg-Büdingen-Marienborn |                                                      |  |  |       |  |  |                                                            |  |  |                                                           |  |
|                                                             |                                         | Carlotta Amalia di Isenburg-Büdingen-Meerholz        | Giorgio Alberto, conte di Isenburg-Büdingen-Meerholz |  |  |       |  |  |                                                            |  |  |                                                           |  |
|                                                             |                                         | Carlotta Amalia di Isenburg-Büdingen-Meerholz        | Giorgio Alberto, conte di Isenburg-Büdingen-Meerholz |  |  |       |  |  |                                                            |  |  |                                                           |  |
|                                                             |                                         | Carlotta Amalia di Isenburg-Büdingen-Meerholz        | Amalia di Sayn-Wittgenstein-Berleburg                |  |  |       |  |  |                                                            |  |  |                                                           |  |
| Carlo I, principe di Isenburg-Büdingen-Birstein             |                                         | Carlotta Amalia di Isenburg-Büdingen-Meerholz        |                                                      |  |  |       |  |  |                                                            |  |  |                                                           |  |
|                                                             | Lebrecht, principe di Anhalt-Zeitz-Hoym | Vittorio Amedeo, principe di Anhalt-Bernburg         |                                                      |  |  |       |  |  |                                                            |  |  |                                                           |  |
|                                                             | Lebrecht, principe di Anhalt-Zeitz-Hoym | Vittorio Amedeo, principe di Anhalt-Bernburg         |                                                      |  |  |       |  |  |                                                            |  |  |                                                           |  |
|                                                             | Lebrecht, principe di Anhalt-Zeitz-Hoym | Elisabetta del Palatinato-Zweibrücken-Veldenz        |                                                      |  |  |       |  |  |                                                            |  |  |                                                           |  |
| Vittorio I, principe di Anhalt-Bernburg-Schaumburg-Hoym     | Lebrecht, principe di Anhalt-Zeitz-Hoym |                                                      |                                                      |  |  |       |  |  |                                                            |  |  |                                                           |  |
|                                                             |                                         | Carlotta di Nassau-Schaumburg                        | Adolfo, conte di Nassau-Schaumburg                   |  |  |       |  |  |                                                            |  |  |                                                           |  |
|                                                             |                                         | Carlotta di Nassau-Schaumburg                        | Adolfo, conte di Nassau-Schaumburg                   |  |  |       |  |  |                                                            |  |  |                                                           |  |
|                                                             |                                         | Carlotta di Nassau-Schaumburg                        | Elisabetta Carlotta Melander di Holzappel            |  |  |       |  |  |                                                            |  |  |                                                           |  |
| Sofia Carlotta di Anhalt-Bernburg-Schaumburg-Hoym           |                                         | Carlotta di Nassau-Schaumburg                        |                                                      |  |  |       |  |  |                                                            |  |  |                                                           |  |
|                                                             |                                         | Venceslao Luigi, conte Henckel di Donnersmarck       | Elia Andrea, conte Henckel di Donnersmark            |  |  |       |  |  |                                                            |  |  |                                                           |  |
|                                                             |                                         | Venceslao Luigi, conte Henckel di Donnersmarck       | Elia Andrea, conte Henckel di Donnersmark            |  |  |       |  |  |                                                            |  |  |                                                           |  |
|                                                             |                                         | Venceslao Luigi, conte Henckel di Donnersmarck       | Barbara Elena di Maltzan                             |  |  |       |  |  |                                                            |  |  |                                                           |  |
| Edvige Sofia Henckel di Donnersmarck                        |                                         | Venceslao Luigi, conte Henckel di Donnersmarck       |                                                      |  |  |       |  |  |                                                            |  |  |                                                           |  |
|                                                             |                                         | Edvige Carlotta di Solms-Barut                       | Federico Sigismondo I, conte di Solms-Barut          |  |  |       |  |  |                                                            |  |  |                                                           |  |
|                                                             |                                         | Edvige Carlotta di Solms-Barut                       | Federico Sigismondo I, conte di Solms-Barut          |  |  |       |  |  |                                                            |  |  |                                                           |  |
|                                                             |                                         | Edvige Carlotta di Solms-Barut                       | Ernestina di Schoenburg-Waldenburg-Hartenstein       |  |  |       |  |  |                                                            |  |  |                                                           |  |
|                                                             |                                         | Edvige Carlotta di Solms-Barut                       |                                                      |  |  |       |  |  |                                                            |  |  |                                                           |  |